# Anastasios Orlandos
Anastasios Orlandos (en griego: Αναστάσιος Ορλάνδος, 1887-1979) fue uno de los principales arqueólogos griegos del siglo XX. Era también especialista en arquitectura y arte de la época bizantina.
Nació en Atenas. Fue profesor de arquitectura en la universidad de Atenas. En 1926 fue elegido miembro de la Academia de Atenas, institución de la que fue presidente en 1950 y secretario general de 1956 hasta 1966.
Su labor como arqueólogo y arquitecto abarcó conocimientos de periodos comprendidos entre la prehistoria y el siglo XIX.

## Trabajos arqueológicos
En el periodo comprendido entre 1910 y 1917 fue uno de los artífices de la restauración de los edificios de la Acrópolis de Atenas y luego, desde 1920 se encargó de dirigir otros trabajos de restauración en yacimientos arqueológicos de toda Grecia.
Entre estos trabajos se encuentran su participación en las excavaciones de Élide de 1911-1914, de Nicópolis y de Mesene, entre 1957 y 1974; así como las restauraciones de la basílica paleocristiana de Calinados (Lesbos), del trofeo de la batalla de Leuctra en 1958 o del teatro de Epidauro entre 1954 y 1963.

## Publicaciones
Entre sus publicaciones se pueden destacar H ξυλόστεγος παλαιοχριστιανική βασιλική της μεσογειακής λεκάνης (1952-1954), Τα υλικά δομής των αρχαίων Eλλήνων και οι τρόποι εφαρμογής αυτών κατά τους συγγραφείς, τας επιγραφάς και τα μνημεία (1955-1958),  Μοναστηριακή αρχιτεκτονική (1958), H Παρηγορήτισσα της ʼρτης (1963), H αρκαδική Aλίφειρα και τα μνημεία της (1968), H αρχιτεκτονική του Παρθενώνος (1976-1978) y Λεξικόν αρχαίων ελληνικών αρχιτεκτονικών όρων (1986, junto con Ioannis Travlos).